# Romani ite domum
Romani ite domum (Romanos, marchaos a casa, en español) es la frase correcta en latín del grafiti Romanes eunt domus, que aparece en una escena de la película La vida de Brian.
La escena presenta a John Cleese como centurión y a Graham Chapman como Brian, un aspirante a miembro del grupo revolucionario Frente Popular de Judea. Para probar ser merecedor de ingresar en el grupo, Brian tiene que pintar un eslogan antirromano en la pared del palacio del gobernador Poncio Pilato en Jerusalén. Justo cuando termina de hacerlo, el centurión le ve. Brian se asusta y teme ser ajusticiado. Sin embargo, Cleese interpreta al centurión como un profesor de latín irascible y, en lugar de matarle, corrige la gramática de Brian.
«¿Qué escribes ahí?», dice. Romanes eunt domus «¿Gente llamada romanos ir la casa?». Brian es entonces forzado a recordar la forma correcta de la declinación del latín para cada palabra como si fuera un delincuente colegial. «Ahora —dice Cleese cuando finalmente consiguen la forma correcta Romani ite domum— escríbelo 100 veces… Si no está escrito al amanecer, te corto los cojones». Brian lo hace y se convierte en un héroe. En las escenas siguientes, varios soldados romanos aparecen borrando el grafiti para censurar el mensaje.
La frase está en latín clásico y la discusión de gramática latina en la escena es correcta salvo en la afirmación de que domus (casa) «lleva el locativo», pues la idea de «hacia casa» se expresa en acusativo sin una preposición.